# 센터 기타역
센터 기타 역(일본어: センター北駅, センターきたえき)은 일본 가나가와현 요코하마시 쓰즈키구에 있는 철도역이다.

## 타는 곳
| 1 | ■ 그린 라인 | 나카야마 방면                                                   |
| 2 | ■ 그린 라인 | 히요시 방면                                                     |
| 3 | ■ 블루 라인 | 신요코하마・요코하마・간나이・가미오오카・도쓰카・쇼난다이 방면 |
| 4 | ■ 블루 라인 | 아자미노 방면                                                   |

## 역사
- 1993년 3월 18일: 블루 라인의 철도역이 영업 개시.
- 2008년 3월 30일: 그린 라인의 철도역이 영업 개시, 환승역이 됨.

## 인접역
| 요코하마 시 교통국 ■ 지하철 블루 라인 | 요코하마 시 교통국 ■ 지하철 블루 라인 | 요코하마 시 교통국 ■ 지하철 블루 라인 |
| ------------------------------------- | ------------------------------------- | ------------------------------------- |
| B29 센터 미나미 쇼난다이 방면         |                                       | 나카가와 B31 아자미노 방면            |
| 요코하마 시 교통국 ■ 지하철 그린 라인 |                                       |                                       |
| G04 센터 미나미 나카야마 방면         |                                       | 기타야마타 G06 히요시 방면            |